# Walenty Musielak
Walenty Musielak (7 febbraio 1913 – 11 agosto 1977) è stato un calciatore polacco, di ruolo attaccante.

## Carriera

### Club
Ha giocato tutta la carriera nel campionato polacco.

### Nazionale
Con la Nazionale ha preso parte alle Olimpiadi del 1936.